# Adiantum pearcei
Adiantum pearcei là một loài thực vật có mạch trong họ Adiantaceae. Loài này được Phil. miêu tả khoa học đầu tiên.